# St. Georg (Banteln)

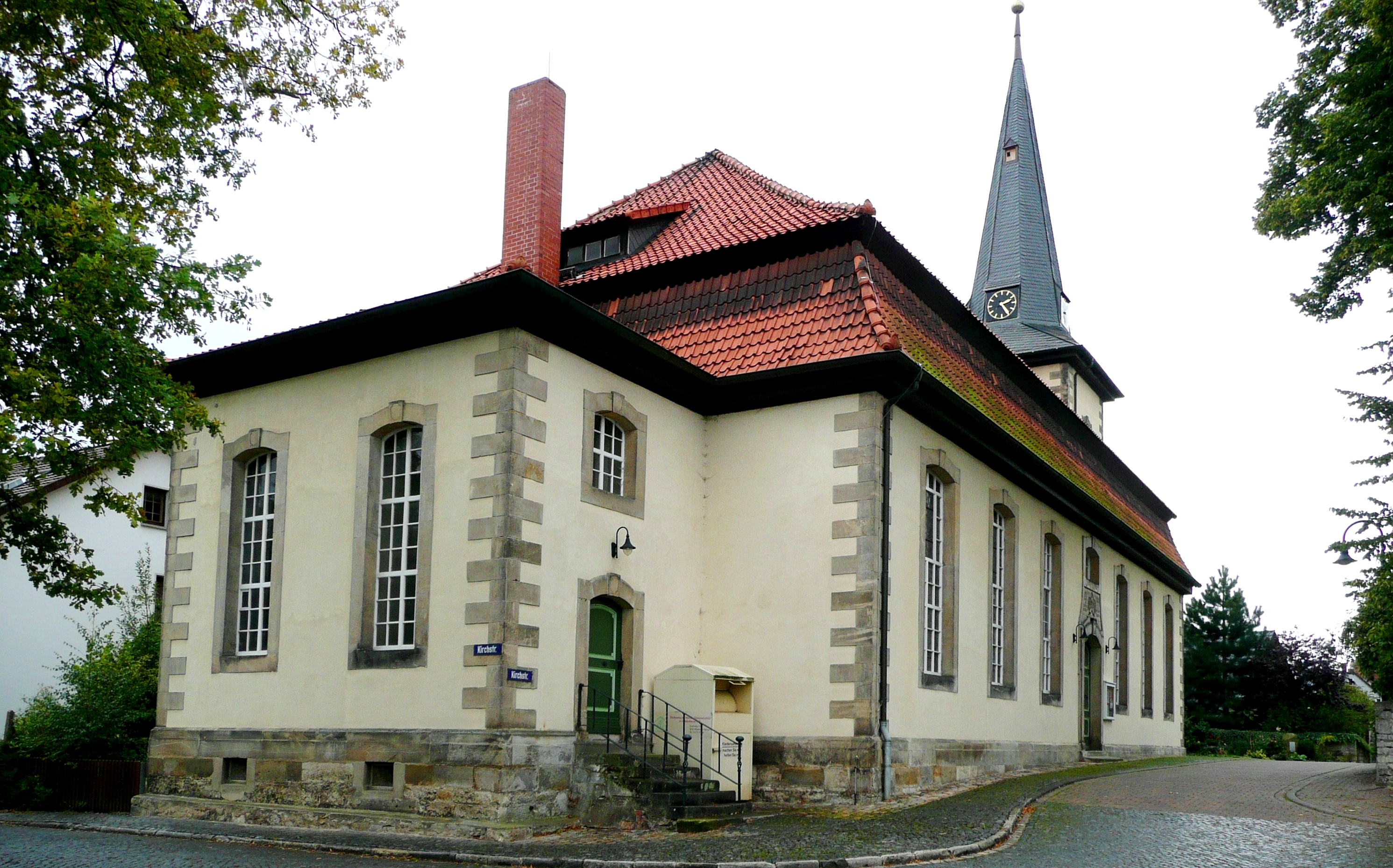
St. Georg

Die evangelisch-lutherische Kirche St. Georg steht in Banteln, einem Ortsteil der Kleinstadt Gronau im Landkreis Hildesheim in Niedersachsen. Die Kirche steht unter Denkmalschutz. Die Kirchengemeinde gehört zum Kirchenkreis Hildesheimer Land-Alfeld im Sprengel Hildesheim-Göttingen der Evangelisch-lutherischen Landeskirche Hannovers.

## Beschreibung
Die verputzte mit Ecksteinen gegliederte Saalkirche wurde aus Bruchsteinen 1785–88 laut Inschrift nach Plänen von Georg Heinrich Brückmann erbaut, der für die Bauexpedition des Konsistoriums zuständig war. Sie steht auf einem Sockel aus Werksteinen. Das  Langhaus ist mit einem Mansarddach bedeckt. Im westlichen Kirchturm, der einen achtseitigen schiefergedeckten Helm trägt, hängen 3 Kirchenglocken. Der Innenraum ist mit einem hölzernen Spiegelgewölbe überspannt, das mit Stuck gerahmt ist. Die Kirche wurde unter Eduard Wendebourg 1910/11 restauriert. Die Kirchenausstattung ist aus der Erbauungszeit. Hierzu zählen die Altar-Kanzel-Wand, die Emporen, das Kirchengestühl und die Kronleuchter. 